# Rezolucija Vijeća sigurnosti UN-a 1639
Rezolucijom Vijeća sigurnosti UN-a 1639, jednoglasno usvojenom 21. studenog 2005., nakon podsjećanja na prethodne rezolucije o sukobima u bivšoj Jugoslaviji, uključujući rezolucije 1031 (1995.), 1088 (1996.), 1423 (2002.), 1491 (2003.), 1551 (2004.) i 1575 (2004.), Vijeće je produžilo mandat EUFOR-a Althea u Bosni i Hercegovini kao pravnog nasljednika Stabilizacijskih snaga (SFOR) za dodatnih dvanaest mjeseci.

## Rezolucija

### Opažanja
Vijeće sigurnosti naglasilo je važnost pune provedbe Daytonskog sporazuma (Općeg okvirnog sporazuma) i pozdravilo doprinose SFOR-a, Organizacije za sigurnost i suradnju u Europi i drugih međunarodnih organizacija. Situacija je i dalje predstavljala prijetnju miru i sigurnosti te je vijeće bilo odlučno promicati mirno rješavanje sukoba. Nadalje, pozdravila je povećani angažman Europske unije u Bosni i Hercegovini i napredak potonje prema Europskoj uniji.

### Odluke
Djelujući u skladu s Poglavljem VII Povelje Ujedinjenih naroda, vijeće je podsjetilo stranke Daytonskog sporazuma na njihovu odgovornost za provedbu sporazuma. Naglasila je ulogu visokog predstavnika za Bosnu i Hercegovinu u praćenju njegove provedbe. Također je pridala važnost suradnji s Međunarodnim kaznenim sudom za bivšu Jugoslaviju.
Vijeće sigurnosti pohvalilo je zemlje koje sudjeluju u EUFOR-u i produžilo misiju za još dvanaest mjeseci. Također je odobrila upotrebu potrebnih mjera, uključujući upotrebu sile i samoobrane, kako bi se osiguralo poštivanje sporazuma te sigurnost i sloboda kretanja osoblja EUFOR-a ili NATO-a. Svi sporazumi bi se primjenjivali na sljedeću misiju.
U rezoluciji je nadalje pozdravljeno raspoređivanje Policijske misije Europske unije u Bosni i Hercegovini od 1. siječnja 2003., koja je zamijenila Misiju Ujedinjenih naroda u Bosni i Hercegovini. Konačno, zatražila je od glavnog tajnika Kofija Annana da izvijesti o napretku koji su strane postigle u provedbi svojih mirovnih sporazuma.

## Vanjske poveznice
| Wikizvor | Engleski Wikizvor ima izvorni tekst na temu: United Nations Security Council Resolution 1639 |

- Text of the Resolution at undocs.org